# Xenylla abichiana
Xenylla abichiana är en urinsektsart som beskrevs av Heinrich Georg Winter 1963. Xenylla abichiana ingår i släktet Xenylla och familjen Hypogastruridae. Inga underarter finns listade i Catalogue of Life.